# Luis I de Borbón-Montpensier

Escudo de armas de Luis I de Montpensier, antes de 1428.

Luis de Borbón (1405-Roma, mayo de 1486) fue un noble francés, conde de Montpensier, Clermont-en-Auvergne y Sancerre y Delfín de Auvernia y era hermano menor de Carlos I de Borbón. Es el fundador de la línea Borbón-Montpensier de la Casa de Borbón, que con el tiempo tomó el control del ducado en 1505.

## Vida
Era el tercer hijo de Juan I de Borbón y de María de Berry, duquesa de Auvernia.

### Matrimonios e hijos
En 1428 y con motivo de su matrimonio con Juana, Delfinesa de Auvernia, hija y heredera de Beraud III, delfín de Auvernia y conde de Clermont-en-Auvergne, su padre lo nombró conde de Montpensier. Tras la muerte de ésta en 1436, la relación de su madre como tía de la fallecida le permitió retener los títulos de conde de Clermont-en-Auvernia y delfín de Auvernia.
El 5 de febrero de 1442 se casó en segundas nupcias con Gabriela de La Tour, hija de Bertrand V de La Tour, conde de Auvernia y Boloña. La pareja tuvo cuatro hijos:
- Gilberto de Borbón (1443-1496), conde de Montpensier, se casó en 1481 con Clara Gonzaga (1464-1503), duquesa de Sessa y delfinesa de Auvernia.
- Juan de Borbón (1445-1485).
- Gabriela de Borbón (1447-1516), condesa de Benon, se casó en 1485 con Luis II de la Trémoille (1460-1525), vizconde de Thouars y príncipe de Talmond.
- Carlota de Borbón (1449-1478), se casó en 1468 con Wolfert VI de Borselen (1433-1487), conde de Grandpré y conde de Buchan.

Fue sucedido por su hijo Gilberto.